# 马坳镇
马坳镇，是中华人民共和国江西省九江市修水县下辖的一个乡镇级行政单位。

## 行政区划
马坳镇下辖以下地区：
新马社区、十甲村、游塅村、塘三里村、寒水村、火马村、石溪村、多水村、峡口村、湖洛村、金坪村、马坳村、青板桥村、东津村、游家槎村、山口塅村、黄溪村、白土村、梧坪村、塅上村、程塅村、蓼坑村、程坊村、黄源村、齐源村和核工业部七二四矿社区。